# ティリンカ
ティリンカ(ルーマニア語:tilincă ティリンカ； ウクライナ語:Тили́нка トィルィーンカ（ラテン文字転写の例:tylynka）； ハンガリー語: tilinkó)は、原始的ともいえる形状をした笛の一種である。ブコヴィナを中心に見られる伝統的な楽器。ウクライナ語では、テレンカ(Теле́нкаテレーンカ；Telenka)あるいはテリンカ(Тели́нкаテルィーンカ；Telynka)とも呼ばれる。

## 概要
ヤナギやボダイジュなどの樹皮で作られた直径1センチメートル前後、長さは30センチメートル - 60センチメートルほどのただの筒で、ほかには何も加工されていない。奏法は管の片方に唇をつけて息を吹き込み、もう片方の端を指で押さえ、開口部の開きの大きさを調節することで音の高さを変える。奏者の吹き込む息の強さによっても音高が変わる。
国で表せばルーマニア、モルドヴァおよびウクライナで見られることとなり、その内ルーマニアでは主にウクライナ国境に近い北部で見られる。